# Fernand Picot
Fernand Picot (Pontivy, 10 de maig de 1930 - 22 d'octubre de 2017) va ser un ciclista francès que fou professional entre 1951 i 1965. Durant la seva carrera esportiva aconseguí més de trenta victòries, entre elles dues edicions del GP Ouest France-Plouay, quatre etapes al Critèrium del Dauphiné Libéré i una a la París-Niça.

## Palmarès
- 1953
  - Vencedor de 2 etapes a la Ruta francesa
- 1954
  - 1r del Circuit de l'Aulne
  - 1r a Châteaurenard-du-Faou
  - Vencedor d'una etapa de la Cursa de la Pau
- 1955
  - 1r del Tour de Xampanya i vencedor de 2 etapes
- 1956
  - 1r a Saint-Pierre le Moutiers
  - Vencedor d'una etapa al Critèrium del Dauphiné Libéré
  - Vencedor d'una etapa al Tour del Sud-Est
- 1957
  - 1r a Hennebont
  - 1r a Gourin
  - Vencedor de 2 etapes al Critèrium del Dauphiné Libéré
- 1958
  - 1r a Plonéour-Lanvern
  - 1r a Ussel
  - 1r a Angillon
  - Vencedor d'una etapa de la París-Niça
- 1959
  - 1r a Ussel
  - 1r a Aix d'Angillon
  - Vencedor d'una etapa de la Midi Libre
- 1960
  - 1r a Guénin
  - 1r a Dinan
  - 1r a Requigny
- 1961
  - 1r de la Gènova-Niça
  - 1r al GP Ouest France-Plouay
  - 1r a la mig-agost Bretona
  - 1r a Thouars
  - Vencedor d'una etapa al Critèrium del Dauphiné Libéré
- 1962
  - 1r a Saint-Méen-le-Grand
- 1963
  - 1r al GP Ouest France-Plouay

### Resultat al Tour de França
- 1955. Abandona (9a etapa)
- 1956. 18è de la classificació general. 2n del Premi de la Regularitat
- 1957. 13è de la classificació general
- 1958. 49è de la classificació general
- 1959. 44è de la classificació general
- 1960. 46è de la classificació general
- 1961. 27è de la classificació general
- 1962. 55è de la classificació general

### Resultat al Giro d'Itàlia
- 1958. Abandona